# KNOCKIN' ON YOUR DOOR
「KNOCKIN' ON YOUR DOOR」（ノッキン・オン・ユア・ドア）は、L⇔Rの7枚目のシングル。1995年5月3日にポニーキャニオンよりリリースされた。

## 解説
フジテレビ系ドラマ『僕らに愛を!』の主題歌。前作のスマッシュヒットに加え、タイアップの効果もあり、オリコン集計でミリオンセラーを達成。L⇔R最大のヒット曲となった。
『僕らに愛を!』制作以前に、「REMEMBER」を聴いてバンドの存在を知っていたプロデューサーから主題歌の依頼があった。その後ドラマ用に曲を仕上げたが、「もっと、アタマからガツン!とくるような曲にしてくれ」というプロデューサーからの希望があり、それを受けてメンバーの黒沢健一が「アタマからガツン、ガツンということなら、叩くような感じの歌詞と曲に仕上げてみよう」と考え付き、「KNOCKIN'」の歌詞とタイトルがついた。実際、楽曲はドアをノックするような音のイントロではじまる。
この曲でバンド初のオリコンシングルチャート初登場1位を獲得。同チャートの1位は前週まで、H Jungle with tの「WOW WAR TONIGHT 〜時には起こせよムーヴメント」であり、それまで7週連続1位を記録していた。その為、後にフジテレビ系音楽番組『TK MUSIC CLAMP』にて黒沢と小室哲哉と対談した際、小室は「H Jungleの8週連続1位記録を止めたのがL⇔Rということで、ここらへんスタッフみんな、それが引っ掛かっているんですよ」と語っていた。
カップリングのインストゥルメント曲「MUSIC JAMBOREE '95」は、別名「岩しぶき」と呼ばれている。これは「HEY!HEY!HEY! MUSIC CHAMP」出演時に、ダウンタウンの浜田雅功から「彼らが今までどんな曲を出しているか知っているか?」と質問された松本人志が、「岩しぶき」と答えたのを受けて作曲したのが由来。実際、この曲の最後は穏やかな岩しぶきの音で終っている。そのことを「HEY!HEY!HEY!」で松本に話すと感謝されつつも「ただ、A面じゃないのが残念ですねぇ」と言われた。
カップリング(3曲目)の「IT'S ONLY A LOVE SONG」はアルバム『LACK OF REASON』からのシングルカット。
2013年7月6日放送の関ジャニの仕分け∞のワンコーナー「最強歌ウマ軍団にカラオケの得点で勝てるか仕分け」において持ち歌として黒沢がRakeと勝負するも負けてしまった。
黒沢亡き後、2025年6月12日放送の『ニンゲン観察バラエティ モニタリング』で流れた岡山市で行われた「透明カラオケBOX」にて弟の秀樹が歌う。

## 収録曲
全編曲：L⇔R・岡井大二
1. KNOCKIN' ON YOUR DOOR
  - 作詞・作曲：黒沢健一
2. MUSIC JAMBOREE '95
  - 作曲：L⇔R
3. IT'S ONLY A LOVE SONG
  - 作詞：黒沢健一、作曲：黒沢秀樹・黒沢健一

## 収録作品・カバー
| 発売日         | タイトル                                                           | 規格品番    |
| -------------- | ------------------------------------------------------------------ | ----------- |
| 1994年10月21日 | オリジナルアルバム『LACK OF REASON』 (#3)                          | PCCA-00641  |
| 1995年12月16日 | オリジナルアルバム『Let me Roll it!』 (#1)                         | PCCA-00845  |
| 1997年12月03日 | ベストアルバム『Singles&More Vol.2』 (#1,#3)                       | PCCA-01162  |
| 1999年03月17日 | 『JAPANESE DREAM SELECTION』 (#1)                                  | PCCA-01292  |
| 1999年03月17日 | 『PCヒッツ グレートキャニオン ベスト・セレクション1994-1998』 (#1) | PCCA-01314  |
| 1999年07月16日 | 『Love under the sun』 (#1)                                        | PCCA-01352  |
| 1999年09月22日 | 『ぽ 1990』 (#1)                                                   | PCCA-01371  |
| 1999年11月03日 | 『ポップ&ロック・ヒストリー ポニーキャニオン篇 2』 (#1)            | PCCA-01388  |
| 2002年09月19日 | ベストアルバム『Last Roll ‐‐‐11years of L⇔R‐‐‐』 (#1,#3)           | PCCA-01763  |
| 2002年10月30日 | ベストアルバム『Looking Back - 11 years of L⇔R』 (#1)              | PSCR-6082   |
| 2003年03月19日 | 『「月9」オリジナルサウンドトラック ベストセレクション』 (#1)      | PCCR-00389  |
| 2003年03月26日 | 『J-POP 90'S "BLUE"』 (#1)                                         | AVCD-17289  |
| 2003年10月01日 | 『LOVE STORIES I』 (#1)                                            | PCCA-01935  |
| 2004年06月23日 | 『ドラマニア』 (#1)                                                | AVCD-17486B |
| 2006年09月29日 | 『J-POP STATION』 (#1)                                             | WQCQ-19     |
| 2006年10月01日 | 『音盤社史 1 ポニーキャニオン40周年・わたしのパパと同い歳』 (#1)   | PCCA-02335  |
| 2008年03月26日 | DJ和『J-ポッパー伝説 [DJ和 in No.1 J-POP MIX]』 (#1)               | AICL-1909   |
| 2008年06月25日 | Mi『I Love Music〜Mi Best Collection〜』 (#1)                      | COZA-3205   |
| 2008年10月08日 | 『決定盤!!「ニュー・ミュージックの時代」ベスト』 (#1)              | PCCK-20006  |
| 2009年07月22日 | 『アイチカラ…』 (#1)                                               | VICL-63362  |
| 2009年08月19日 | 『クライマックス 90's ファンタスティック・ソングス』 (#1)          | MHCL-1564   |
| 2009年08月26日 | 『とくダネ! 朝のヒットスタジオ Vol.5』 (#1)                        | MHCL-1550   |
| 2009年10月07日 | 『決定盤!!::ドラマのやすらぎ'91～'95 ベスト』 (#1)                 | PCCK-10051  |
| 2009年10月07日 | 『決定盤!!::ドラマの時代 ベスト』 (#1)                             | PCCK-20041  |
| 2009年12月23日 | 『CDTV NO.1 HITS コイウタ』 (#1)                                   | AVCD-23974  |
| 2010年03月03日 | 『めざましテレビ ガクナビ -春盤-』 (#1)                            | PCCA-03123  |
| 2010年08月18日 | 『萌えJ-POP』 (#1)                                                 | QWCE-00177  |
| 2010年10月06日 | 『ラヴ・ソングス ～恋しくて～』 (#1)                               | MHCL-1811   |
| 2010年12月22日 | 『クライマックス J-ロック・ヒストリー』 (#1)                       | MHCL-1837   |
| 2012年08月22日 | 『クライマックス ラヴストーリー～第1章～』 (#1)                    | MHCL-2120   |
| 2012年10月17日 | 『ザ プレミアム ベスト 人気テレビドラマ主題歌集』 (#1)             | PCCA-03721  |
| 2013年07月03日 | 『R40'S SURE THINGS!! Around 40'S SURE THINGS ラブうた2』 (#1)     | TKCA-73936  |
| 2013年08月21日 | 『オールスター90'sベスト』 (#1)                                    | MHCL-2315   |
| 2014年10月15日 | 『ドラマの時代 ベスト』 (#1)                                       | PCCK-20092  |
| 2015年01月21日 | 黒沢健一『LIFETIME BEST "BEST VALUE"』 (#1)                        | 24FL-0110   |
| 2015年06月17日 | ベストアルバム『プラチナムベスト L⇔R』 (#1,3)                      | PCCA-50206  |
| 2016年02月03日 | 『Cheer up! あなたへのエール・ソングス(応援歌)』 (#1)              | PCCA-04341  |